# Marc Mendelson
Marc Mendelson (* 6. November 1915 in London, England; † 8. Dezember 2013) war ein belgischer Maler, Grafiker und Bildhauer.
Marc Mendelson war ein wichtiger Vertreter der Modernen Kunst und Abstrakten Malerei Belgiens nach dem Zweiten Weltkrieg mit internationaler Anerkennung. Er war bekannt für seine Gemälde und Aquarelle sowie für seine kleinen Skulpturen.
Marc Mendelson wurde am 6. November 1915 in London geboren. Seine Eltern waren Engländer und zogen mit ihm 1922 nach Antwerpen um. Er studierte 1933–1939 am „Institut Supérieur“ in Antwerpen bei Gustave Van de Woestyne (1881–1947) und Isidoor Opsomer (1878–1967).
Nach einem Frühwerk, das von phantastischem Realismus gekennzeichnet ist, wendete sich Mendelson der geometrischen Abstraktion zu. Nach 1948 schuf er nur noch abstrakte Kunst. Bekannt sind vor allem seine Aquarelle, die an der Costa Brava in Spanien entstanden. Nach 1962 war er verstärkt als Bildhauer tätig.
Mendelson hatte seine erste Einzelausstellung 1942 in Antwerpen.
Seine Kunst galt im besetzten Belgien als entartet. Er wurde anlässlich einer Ausstellung im Jahr 1943 kurzfristig in Brüssel inhaftiert.
Mendelson nahm von 1944 bis 1948 an Ausstellungen der Künstlergruppe „Apport“ teil. Im Jahr 1945 gehörte Mendelson zusammen mit den Künstlern Jan Cox, Louis Van Lint, Anne Bonnet, Gaston Bertrand, James Ensor und anderen zu den Mitbegründer der Vereinigung „La Jeune Peinture Belge“ (oder: „Jonge Belgische Schilderkunst“). Er entwarf das Logo dieser Vereinigung.
Im Jahr 1952 begründete er die Gruppe „Espace“ mit. 1952 entstanden die bekannten Wandmalereien im Casino von Ostende. 1951–1980 hatte Marc Mendelson eine Professur für Grafik an der Hochschule „La Cambre“ in Brüssel inne.
Im Jahr 1959 nahm der an der documenta II in Kassel teil. 1965 wurde Mendelson zum Mitglied der „Académie Royale de Belgique“ ernannt. 1974 entstand die Wandgestaltung Happy Metro an der Metrostation Parc à Bruxelles in Brüssel.
Im Jahr 1996 fand eine große Retrospektive seiner Kunst im Musée du Botanique à Bruxelles statt. Seine Werke sind, unter anderem in Sammlungen der Museen in Antwerpen, Brüssel, Gent, Elsene, Stockholm, New York City (Solomon R. Guggenheim Museum), und Pittsburgh (Carnegie) vertreten.
Marc Mendelson lebte und arbeitete seit 1944 in Brüssel.